# チェ・ファジョン
チェ・ファジョン（韓國語 : 최화정, 1961年2月10日 - ）は韓国の女優。
ソン・ユナとプライベートで仲がよく、自身のラジオ番組でもゲストとしてユナが来ている。

## 出演

### テレビドラマ
- あなたの祝杯（1989年、MBC）
- ホテリアー（2001年、MBC） - イ・スンジョン役
- 思いっきりハイキック！（2006年-2007年、MBC） - ボムの母役
- ラスト・スキャンダル（2008年、MBC） - 産婦人科医役
- 鉄の王 キム・スロ（2010年、MBC） - ノクサダン役
- 最高の愛〜恋はドゥグンドゥグン〜（2011年、MBC） - ムン社長役
- 私たち結婚できるかな？（2012年-2013年、JTBC） - イ・ドゥルレ役
- 温かい一言（2013年-2014年、SBS）） - チェ・アンナ役
- 本当に良い時代（2014年、KBS） - ハ・ヨンチュン役
- 嫉妬の化身〜恋の嵐は接近中〜（2016年、SBS） - キム・テラ役
- 最高の一発〜時空（とき）を超えて〜（2017年、KBS） - チェ・ファジョン役
- 愛の温度（2017年、SBS） - イ・ドゥレ役

### ラジオ
- チェ・ファジョンのパワータイム（SBSラジオ）